# Antrodoco
Antrodoco är en stad och kommun i provinsen Rieti i regionen Lazio i Italien. Kommunen hade 2 475 invånare (2018) och gränsar till kommunerna Borbona, Borgo Velino, Cagnano Amiterno, Fiamignano, L'Aquila, Micigliano, Petrella Salto och Scoppito.
En av ortens sevärdheter är 1100-talskyrkan Santa Maria extra Moenia.